# ケネックジャパン
ケネックジャパン株式会社（英称：KENEK JAPAN）は、かつて存在した映像等のクリエイティブを事業とする制作会社。
事業内容は、放送局のCI、テレビ番組のブロード・キャストデザインをCG・アニメ・タイトルのロゴなどの手法を用いてイメージを制作として手がける。
1991年4月に東京都渋谷区代々木に設立。1993年に渋谷区鉢山町に移転。その後2007年10月に現在地に本社を移転。
平成23年4月13日午後5時　裁判所により破産決定

## 所属スタッフ
- 岩下みどり（フジテレビ → 当社 → 現:ILCA）
- 大隅良太郎（当社 → 現:大隅商店）

## 主な作品

### 1990年代

#### ニュース・情報
- ワーズワースの庭で（フジテレビ、タイトルロゴ，タイトル映像）
- 情報スペースJ（TBS、CG，OP音楽）
- ワーズワースの冒険（フジテレビ、タイトルロゴ，タイトル映像）
- ニュースJAPAN（フジテレビ、タイトルロゴ）
- ビッグトゥデイ（フジテレビ、タイトルロゴ，CG）
- 情熱大陸（MBS、オープニング映像，タイトルロゴ 【放送開始より2006年3月まで】）
- 情報プレゼンター とくダネ!（フジテレビ）

#### スポーツ
- バルセロナオリンピック中継（TBS、タイトルロゴ）
- 新春スポーツスペシャル箱根駅伝'94（日本テレビ、タイトルロゴ，CG，番宣ポスター）
- スポーツうるぐす（日本テレビ）
- スポーツWAVE（フジテレビ）
- 最強の男は誰だ!壮絶筋肉バトル!!スポーツマンNo.1決定戦（TBS、タイトルロゴ，CG，ビジュアルパーツ）
- SASUKE（TBS、タイトルロゴ，CG，ビジュアルパーツ）
- SRS（フジテレビ、タイトルロゴ，CG）

#### バラエティ
- ウッチャンナンチャンのやるならやらねば!（フジテレビ、CG）
- ダウンタウンのごっつええ感じ（フジテレビ、CG）
- 夢がMORI MORI（フジテレビ、CG）
- 新しい波（フジテレビ、タイトルロゴ）
- とぶくすり（フジテレビ、タイトルロゴ）
- ムーブ（TBS、タイトルロゴ）
- ついておいでよ男たち（テレビ朝日、タイトルロゴ）
- 巨泉の使えない英語（ABC、タイトルロゴ）
- 逸見のその時何が!（MBS、CG）
- 自然がいちばん地球塾（TBS、タイトルロゴ，番宣ポスター）
- GAHAHAキング 爆笑王決定戦（テレビ朝日、CG）
- なるほど!ザ・ワールド（フジテレビ、タイトルロゴ ※1993年10月より）
- 平成初恋談義（フジテレビ、CG，タイトルロゴ）
- 関口宏のPAPAパラダイス（TBS、番宣ポスター）
- 世界とんでも!?ヒストリー（テレビ朝日、CG，タイトルロゴ）
- たけしの万物創世紀（ABC、タイトル，CG）
- めちゃ×2モテたいッ!（フジテレビ、CG）
- めちゃ×2イケてるッ!（フジテレビ、CG）
- 全国高等学校クイズ選手権（日本テレビ、CG，タイトルロゴ 【1996年以降】 ※現在も使用されている）
- 人気者で行こう!（ABC、タイトル，CG）

#### テレビドラマ
- 逢いたい時にあなたはいない…（フジテレビ、タイトルロゴ）
- しあわせの決断（フジテレビ、タイトルロゴ）
- 世にも奇妙な物語（フジテレビ、CG ※第3期のみ、現在も使用されている）
- 逃亡者（フジテレビ、タイトルロゴ）
- 十年愛（TBS、タイトルロゴ）
- ジェラシー（日本テレビ、タイトルロゴ）
- 結婚・私が好きですか（ABC、タイトルロゴ）
- チャンス!（フジテレビ、CG）
- 日曜はダメよ（日本テレビ、タイトルロゴ）
- 引っ越せますか（日本テレビ、タイトルロゴ）
- 同窓会（日本テレビ、タイトルロゴ）
- 大人のキス（日本テレビ、タイトルロゴ）
- 嘘でもいいから（読売テレビ、タイトルロゴ）
- 青春オフサイド!女教師と熱血イレブン（ABC、タイトルロゴ，番宣ポスター）
- 古畑任三郎（フジテレビ、CG）
- 横浜心中（日本テレビ、CG，タイトルロゴ）

### 2000年代

#### ニュース・情報
- 水野真紀の魔法のレストラン（MBS、CG，キャラクターデザイン）
- NNNきょうの出来事（日本テレビ、タイトルロゴ，CG，ビジュアルパーツ【14代目のみ】）
- FNNスピーク（フジテレビ、CG【4代目のみ】）
- 極上の休日（テレビ東京、タイトル，CG，ビジュアルパーツ）
- ソロモンの王宮（テレビ東京、タイトル，CG，ビジュアルパーツ）
- みのもんたの朝ズバッ!（TBS、タイトルロゴ，CG，ビジュアルパーツ）
- ベリーベリーサタデー!（関西テレビ、タイトルロゴ，CG，ビジュアルパーツ）
- ザ・ワイド（日本テレビ，読売テレビ、タイトルロゴ，CG，ビジュアルパーツ ※2代目のみ）
- 情報ドラマチック もくげき!（TBS、タイトルロゴ，CG，ビジュアルパーツ）
- スタ☆メン（フジテレビ，関西テレビ、タイトルロゴ，CG，ビジュアルパーツ）
- ぷれミーヤ!（テレビ朝日、タイトルロゴ，CG，キャラクターデザイン）
- ピンポン!（TBS、タイトルロゴ，CG，ビジュアルパーツ）
- FINE! / NEWS FINE（テレビ東京、タイトルロゴ，CG，ビジュアルパーツ）

#### 教養
- ミューズの微笑み（NHK、タイトルロゴ，CG，ビジュアルパーツ）
- ポンキッキ（フジテレビ、ガチャピン・ムック販促用PV）

#### スポーツ
- 世界陸上 2001カナダ大会（TBS、タイトルロゴ，CG）
- 世界陸上 2003パリ大会（TBS、タイトルロゴ，CG，番宣アニメ）
- 世界卓球2006（テレビ東京、タイトルロゴ，CG，ジングル）
- K-1 WORLD MAX2006（TBS、タイトルロゴ，CG，ビジュアルパーツ）
- 世界卓球2007（テレビ東京、タイトルロゴ，CG，ジングル）
- 世界卓球2008（テレビ東京、タイトルロゴ，ジングル）
- 北京オリンピック（NHK総合、タイトルロゴ，CG）
- 世界卓球2009（テレビ東京、タイトルロゴ，CG）

#### バラエティ・音楽
- 世界痛快伝説!!運命のダダダダーン!（ABC、タイトルロゴ，CG）
- MUSIX!（テレビ東京、CG）
- B.C.ビューティー・コロシアム（フジテレビ、CG）
- 大改造!!劇的ビフォーアフター（ABC、タイトルロゴ，CG）
- 月刊MelodiX!（テレビ東京、タイトルロゴ，CG，キャラクターデザイン）
- 世界痛快伝説!!運命のダダダダーン!Z（ABC、タイトルロゴ，CG）
- 人志松本のすべらない話（フジテレビ、タイトルロゴ，CG，ビジュアルパーツ）
- 僕らの音楽 -OUR MUSIC-（フジテレビ、CG）
- 徳光&コロッケの“名曲の時間です”（テレビ東京、タイトルロゴ，CG）
- TVチャンピオン（テレビ東京、タイトルロゴ，CG ※3代目のみ）
- 世界まる見え!テレビ特捜部（日本テレビ、タイトルロゴ，CG，ビジュアルパーツ ※2006年9月よりタイトル変更）
- 武=孝太郎（フジテレビ、タイトルロゴ，CG，ビジュアルパーツ）
- 発進!時空タイムス（テレビ大阪、タイトルロゴ，CG，ビジュアルパーツ）
- 業界クイズ ミニキテ!（中京テレビ、タイトルロゴ）
- 住人十色（MBS、タイトルロゴ，CG，ビジュアルパーツ）
- めざせ!会社の星（NHK名古屋、タイトルロゴ，CG，ビジュアルパーツ）
- 世界を変える100人の日本人! JAPAN☆ALLSTARS（テレビ東京、タイトルロゴ，CG，ビジュアルパーツ）
- ふくらむスクラム!!（フジテレビ、CG）
- チュー'sDAYコミックス 侍チュート!（MBS、オープニングCG）
- 人志松本の○○な話（フジテレビ、タイトルロゴ，CG，ビジュアルパーツ）

#### テレビドラマ
- 愛の劇場（TBS、タイトルロゴ，アニメ【2003年12月以降は、地デジ対応のオープニングタイトルである。】）
- ガチバカ!（TBS、タイトルロゴ）
- 富豪刑事デラックス（ABC，テレビ朝日、CG）
- 地獄少女（日本テレビ、CG，VFX）
- 4姉妹探偵団（ABC，テレビ朝日、タイトルロゴ，番宣デザイン，CG）
- 魔女裁判（フジテレビ、CG，VFX，ビジュアルパーツ）

#### その他
- バース・デイ（TBS、タイトルロゴ，CG）

#### 特番
- プレミアム8（NHK-BS2、タイトル）

### 他メディア
- 森羅万象地球図鑑（Wii「Wiiの間」、タイトルロゴ・オープニングタイトル映像・コンテンツ内CG・VFX）
- プレゼントキャスト（社名のクリエイティヴ、およびロゴデザイン）
- テレビドガッチ（プレゼントキャストのウェブサービス名称の初期ロゴデザイン）